# Tòa án Tối cao Indonesia
Tòa án Tối cao Indonesia (tiếng Indonesia: Mahkamah Agung Republik Indonesia) là cánh tay tư pháp độc lập của nhà nước. Nó duy trì hệ thống tòa án và xếp trên các tòa án khác và là tòa án cuối cùng của kháng cáo. Nó cũng có thể thẩm tra lại các vụ kiện nếu xuất hiện bằng chứng mới.

## Phạm vi quyền hạn
Tòa án Tối cao là độc lập từ khi Hiến pháp Indonesia sửa đổi lần thứ ba. Tòa án Tối cao có quyền giám sát các tòa án cấp cao (Pengadilan Tinggi) và tòa án quận (Pengadilan Negeri). Có khoảng 68 tòa án cấp cao: 31 Tòa án Chung, 29 Tòa án Tôn giáo, 4 Tòa án Hành chính và 4 Tòa án Quân sự. Có khoảng 250 tòa án quận với các tòa án quận bổ sung được tạo ra theo thời gian. Tòa án Tối cao là tòa phúc thẩm cuối cùng (kasasi) sau khi các tòa phúc thẩm kháng cáo lên tòa án cấp cao. Tòa án Tối cao cũng có thể xem xét lại các trường hợp nếu có đủ bằng chứng mới được tìm thấy. Tuy nhiên, các vấn đề về hiến pháp thuộc thẩm quyền của Toà án Hiến pháp Indonesia, được thành lập năm 2003.

## Thẩm phán
Theo Hiến pháp, ứng cử viên cho các thẩm phán Tòa án Tối cao phải đáp ứng tính liêm chính và có phẩm chất tốt cũng như có kinh nghiệm về luật pháp. Các ứng cử viên được Ủy ban Pháp luật đề nghị với Hội đồng Đại diện Nhân dân (hạ viện). Nếu Hội đồng Đại diện Nhân dân phê chuẩn, việc bổ nhiệm sau đó phải được xác nhận bởi Tổng thống. Tính đến giữa năm 2011, đã có tổng cộng 804 tòa án các loại ở Indonesia. Khoảng 50 thẩm phán ở Tòa án Tối cao trong khi khoảng 7.000 thẩm phán làm việc ở các tòa án cấp cao và cấp thấp khác. Tòa án Tối cao chính thức bao gồm 51 thẩm phán được chia thành 8 phòng.

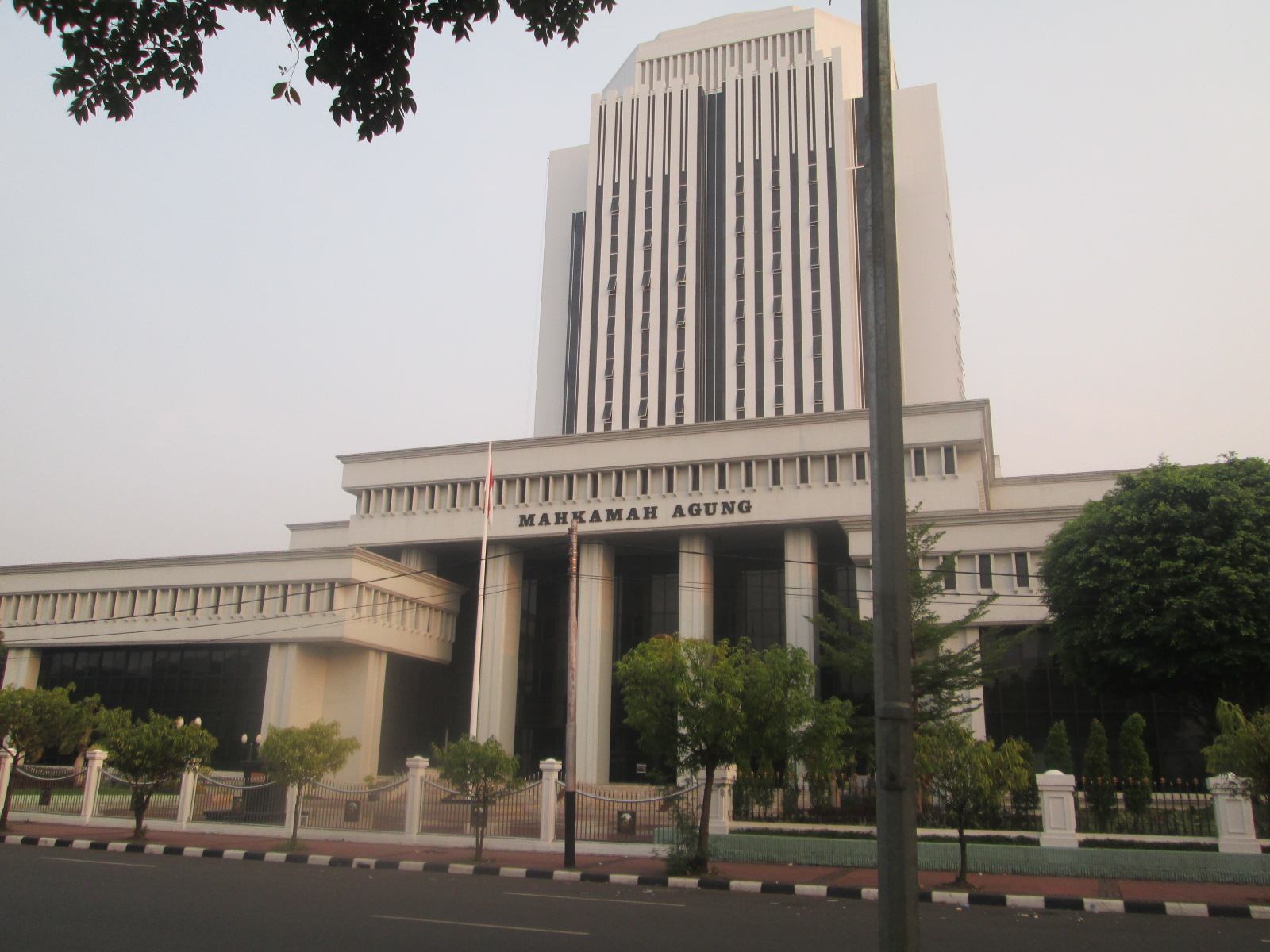
Trụ sở Tòa án Tối cao Indonesia ở Jakarta

### Chánh án
Chánh án và Phó Chánh án được chọn bởi các thẩm phán Tòa án Tối cao trong số các thành viên của tòa. Đôi khi quá trình này gây tranh cãi và thu hút sự chỉ trích của công chúng. Ví dụ, những tin đồn vào đầu năm 2012 về việc mua phiếu bầu đã được đồn đại trên khắp báo chí Jakarta khi các cuộc vận động hành lang được tiến hành nhằm lựa chọn tân chánh án thay thế Harifin A. Tumpa (người đã nghỉ hưu vào tháng 3 năm 2012). Người ta nói là "cuộc cạnh tranh toàn diện" đối với chức vụ chánh án vì sức ảnh hưởng của vị trí này và có tin đồn rằng cuộc cạnh tranh có thể bao gồm cả những khoản trả công.
Trong cuộc bầu cử được tổ chức vào ngày 8 tháng 2 năm 2012, Muhammad Hatta Ali dễ dàng giành được vị trí của chánh án trước bốn ứng cử viên khác. Ông đã tuyên thệ nhậm chức trước Tổng thống Susilo Bambang Yudhoyono vào ngày 1 tháng 3 năm 2012. Hatta lần đầu tiên trở thành một thẩm phán vào năm 1982 khi ông nhậm chức tại của Tòa án Bắc Jakarta. Ông được bổ nhiệm vào Tòa án Cấp cao vào năm 2003 và sau đó lên Tòa án Tối cao vào năm 2007.
Wirjono Prodjodikoro, người giữ chức vụ từ năm 1952 đến năm 1966, là người giữ chức vụ lâu nhất ở vị trí người đứng đầu tư pháp.

## Việc quản lý các hoạt động của tòa án
Giống như hầu hết hệ thống pháp luật Indonesia, Tòa án Tối cao cũng bị quá tải với nhu cầu về nguồn lực. Một quan sát viên đã lưu ý rằng "Tòa án Tối cao như bị chết đuối trong một trận lũ lụt gia tăng các vụ kiện mới mỗi năm". Ví dụ, trong năm 2010, đã có hơn 22.000 trường hợp được đưa ra trước tòa, trong khi tòa án có thể quản lý dưới 14.000 vụ. Một phần để đáp ứng với những áp lực giống như vậy, các đề xuất cải cách cách thức hoạt động của tòa án đã được xem xét trong một khoảng thời gian. Các đề xuất hiện tại (2011) chỉ ra rằng một cấu trúc phòng mới sẽ được giới thiệu để cố gắng cải thiện hoạt động của tòa án. Kế hoạch này nhằm giới thiệu một hệ thống gồm năm phòng có thể xử lý các vụ án hình sự, dân sự, tôn giáo, hành chính và quân sự. Tuy nhiên, những thay đổi này đang gây tranh cãi nên cần phải có những cải cách sâu hơn trong thời gian tới.
Ngân sách dành cho Tòa án Tối cao được phân bổ từ ngân sách quốc gia năm 2010 là khoảng 6.000 tỷ Rp (khoảng 700 triệu USD theo tỷ giá hiện hành).
Một vấn đề đáng lưu ý đối với hệ thống pháp luật của Indonesia nói chung (mặc dù ít hơn ở Tòa án Tối cao) là hầu hết các thẩm phán Indonesia tại các tòa án cấp thấp đều bị trả lương thấp. Mức lương cơ bản chính thức của một thẩm phán, ngoài một số khoản phụ cấp bổ sung, thường thấp hơn 300 USD mỗi tháng. Do đó, một số thẩm phán bị cám dỗ chấp nhận tiền hối lộ trong quá trình thực hiện nhiệm vụ. Mức lương thấp trả cho các thẩm phán đã được một nguồn gây nhiều chú ý ở Indonesia gần đây cùng với các thẩm phán kêu gọi chính phủ và nghị viện giải quyết vấn đề, và thậm chí đe dọa sẽ đình công về vấn đề này. Sự thi hành yếu kém và những khó khăn ở các tòa án cấp thấp dẫn đến những vấn đề cho Tòa án Tối cao trong nỗ lực thiết lập các tiêu chuẩn pháp lý trên toàn quốc. Những vấn đề này nhận được sự quan tâm đáng kể ở Indonesia và có nhiều thảo luận công khai về những cách tốt nhất để thúc đẩy cải cách.
Đôi khi, có những lời chỉ trích về cách mà tòa án tự quản lý. Ví dụ, vào tháng 5 năm 2014, các thẩm phán của Tòa án Tối cao đã đồng ý với việc sử dụng ngân sách tòa án để thuê một chiếc máy bay phản lực đặc biệt để đưa hơn 180 thẩm phán tới khu nghỉ dưỡng lặn Wakatobi ở Đông Nam Sulawesi. Những người tham gia trong chuyến nghỉ dưỡng đã ở trong các khách sạn khác nhau và dùng công tác phí của tòa. Các nhóm quan sát tư pháp và những người khác chỉ trích tòa án mặc dù các quan chức tòa án vẫn bảo vệ sự sắp xếp ấy.

## Thi hành phán quyết
Lời chỉ trích chung của hệ thống pháp luật ở Indonesia là việc thực thi luật pháp còn yếu. Ngay cả khi luật pháp rõ ràng, và ngay cả khi toà án ra phán quyết rõ ràng, việc thực thi vẫn yếu. Trong những năm gần đây, những lời chỉ trích này thường dành cho các hoạt động của Toà án tối cao Indonesia cũng như các hoạt động của các bộ phận khác trong hệ thống pháp luật Indonesia. Vấn đề này là vấn đề nghiêm trọng của Toà án Tối cao vì việc thực thi phán quyết của Toà án tối cao đặt ra các tiêu chuẩn cho việc thi hành các phán quyết trên hầu hết các phần còn lại của hệ thống pháp luật Indonesia.
Vấn đề trung tâm dường như là các thể chế và cơ chế để thực thi hệ thống pháp luật, bao gồm cả các phán quyết của Tòa án Tối cao, được tài trợ ít và hoạt động yếu. Do đó, có rất nhiều trường hợp chậm trễ kéo dài trong việc thi hành các phán quyết của Tòa án Tối cao. Một ví dụ điển hình được công bố rộng rãi là một trong những trường đại học hàng đầu của Indonesia, Viện nghiên cứu nông nghiệp Bogor, đã được Tòa án Tối cao chỉ thị đưa ra các chi tiết cụ thể về nghiên cứu gây tranh cãi trong viện liên quan đến thử nghiệm các sản phẩm sữa công thức đang bán ở Indonesia. Tuy nhiên, theo phán quyết của Tòa án Tối cao, viện này đã không tuân thủ và thậm chí không trả một khoản phí nhỏ (khoảng 230 USD) phát sinh do kết quả của các thủ tục tố tụng nhất định trong quá trình tiến hành vụ án. Nhiều trường hợp chậm trễ khác thường được thuật lại trên các phương tiện truyền thông Indonesia và bị chỉ trích bởi các luật sư đã thắng án tại Toà án Tối cao.